# Suzanne Reuter
Suzanne Alexandra Maria Reuter (Estocolmo, 14 de junho de 1952) é uma atriz sueca. Ela se tornou muito popular através da série de TV Svensson, Svensson que foi ao ar de 1994 até 1996.

## Vida pessoal
De 1983 a 2000 foi casada com o ator Tomas Pontén, com quem tem três filhos.

## Filmografia parcial

### Cinema
| Ano  | Título                   | Papel               | Notas          | Ref.  |
| ---- | ------------------------ | ------------------- | -------------- | ----- |
| 1989 | Hoppa högst              | Mãe de Stig         | Curta-metragem | [ 3 ] |
| 1993 | Drömkåken                | Tina Carlgren       |                | [ 4 ] |
| 1994 | Yrrol                    |                     |                | [ 5 ] |
| 1997 | Sanning eller konsekvens | Gunilla             |                | [ 6 ] |
| 1999 | In Bed with Santa        | Carina              |                | [ 7 ] |
| 2007 | Solstorm                 | Kristina Strandgård |                | [ 8 ] |